# Shihomi Fukushima
Shihomi Fukushima (japanisch 福島 史帆実 Fukushima Shihomi; * 19. Juni 1995 in Fukuoka) ist eine japanische Säbelfechterin, die bei den Olympischen Sommerspielen 2024 eine Bronzemedaille gewann.

## Leben
Shihomi Fukushima begann 2011 in der Präfektur Fukuoka mit Fechten. Schon in der Mittelschule war sie Mitglied im Schul-Sportverein, entschied sich dann aber erst als Oberschülerin für das Fechten als Sportart.
Sie studierte an der Hōsei-Universität in Tokio Jura und arbeitet seit 2018 als Büroangestellte. Ihr Arbeitgeber unterstützt ihre Sportkarriere (Stand 2024).

## Karriere
2015 gewann Shihomi Fukushima, die mit der rechten Hand kämpft, die japanischen Meisterschaften. Diesen Erfolg konnte sie im folgenden Jahr wiederholen. 2016 wurde sie auch mit dem japanischen Team bei den U23-Fechtwettkämpfen Asienmeisterin.
Im Jahr 2017 trat sie bei der Sommer-Universiade von Taipeh an, kam im Säbel-Einzelwettbewerb auf Platz 12 und gewann mit der Mannschaft die Goldmedaille. Sie kam im selben Jahr bei den Fechtweltmeisterschaften im Einzel auf Platz sieben und mit der Mannschaft auf Platz vier.
2018 konnte sie bei den Asienspielen weitere Erfolge verbuchen, sie belegte den sechsten Platz im Einzelwettkampf und den dritten mit der japanischen Säbel-Mannschaft, bestehend aus ihr selbst, Chika Aoiki, Norika Tamura und Risa Takashima.
Shihomi Fukushima nahm auch an den Olympischen Sommerspielen 2020, die wegen der COVID-19-Pandemie erst 2021 in Tokio stattfanden, teil. Bei den Spielen erreichte sie mit ihren Teamkolleginnen Misaki Emura, Chika Aoki und Norika Tamura im Mannschaftswettbewerb den fünften Platz.
Eine weitere Bronzemedaille gewann sie mit denselben Teamkolleginnen bei den Weltmeisterschaften 2022 in Kairo, als Japan im Kampf um den dritten Platz die spanischen Mannschaft mit 45:43 knapp schlug. Bei den Asienmeisterschaften 2022 in Seoul kam Shihomi Fukushima mit ihrem Team bis in die Finalrunde, wo sie mit 45:39 von den koreanischen Fechterinnen besiegt wurde, und dann die Silbermedaille erhielt.
2023 trat Shihomi Fukushima mit der Damenmannschaft bei den Asienmeisterschaften im chinesischen Wuxi an, dort konnten sie wiederum die Bronzemedaille erkämpfen. Bei den 2023 ausgetragenen Asienspielen 2022 in Hangzhou war sie ebenfalls erfolgreich und erkämpfte die Bronzemedaille zusammen mit dem japanischen Team, bestehend aus Misaki Emura, Seri Ozaki und Kanae Kobayashi. Ein Jahr später, bei den Asienmeisterschaften 2024 in Kuwait, erreichte Fukushima mit ihrem Team den vierten Platz. Bei den sich anschließenden Olympischen Sommerspielen 2024 in Paris startete Fukushima sowohl im Einzel- als auch im Mannschaftswettbewerb. Bei ihrem ersten Kampf im Einzel unterlag sie der Ukrainerin Olha Charlan mit 9:15 und schied aus. Damit kam sie auf Platz 29. Beim Mannschaftswettkampf war sie zusammen mit Misaki Emura, Seri Ozaki und Risa Takashima wesentlich erfolgreicher. Die japanischen Fechterinnen bezwangen Ungarn mit 45:37 und wurden von der Ukraine in der nächsten Runde mit 32:45 geschlagen. Im Kampf um die Bronzemedaille konnten sie die Gastgeberinnen aus Frankreich mit 45:40 schlagen und erhielten so die Bronzemedaille. Es war die erste olympische Medaille einer japanischen Mannschaft im Säbel-Mannschafts-Wettbewerb.

## Auszeichnungen
2016 erhielt Shihomi Fukushima den Munakata City Sports Citation Award in Anerkennung ihrer Leistungen bei der japanischen Meisterschaft im selben Jahr.